# 1900年夏季奧林匹克運動會田徑男子400米比賽
在1900年夏季奧林匹克運動會田徑比賽中，男子400米比賽於1900年7月14日和7月15日舉行。比賽場地為一個周長500米的賽道。共有來自六個國家的15名運動員參加比賽。

## 背景
這是該項目的第二次舉辦，沒有1896年的選手回歸參賽。美國的馬克西·朗是賽前大熱選手，他曾在1898年和1899年獲得AAU冠軍，並在1900年獲得AAA冠軍。他的同胞迪克森·博德曼（Dixon Boardman）也是一位強有力的挑戰者，在1900年的IC4A比賽中擊敗了朗。

## 紀錄
以下是1900年夏季奧運會之前的世界紀錄和奧運會紀錄（以秒為單位）。
| 世界紀錄   | 埃德加·布雷丁（英国） | 48.5(*) | 英國倫敦 | 1895年6月22日 |
| 奧運會紀錄 | 托马斯·伯克（美国）   | 54.2    | 希臘雅典 | 1896年4月7日  |

(*) 非官方記錄，為440碼（約402.34米）
馬克西·朗在首輪比賽中以50.4秒創下新的奧運會紀錄。在決賽中，他進一步提高自己的紀錄，跑出49.4秒的成績。

## 赛程
所有时间均为中欧时间（UTC+1）
| 日期                  | 时间  | 轮次   |
| --------------------- | ----- | ------ |
| 1900年7月14日，星期六 | 11:25 | 準決賽 |
| 1900年7月15日，星期日 | 15:00 | 决赛   |

## 比賽結果

### 準決賽
在首輪比賽中，共有三組預賽。比賽於7月14日舉行，每組前兩名晉級決賽。

#### 第一組
這組準決賽中有四名美國選手參賽，最終馬克西·朗輕鬆奪冠，美國隊包攬前三名。
| 排名 | 運動員            | 國家 | 時間 | 備註  |
| ---- | ----------------- | ---- | ---- | ----- |
| 1    | 馬克西·朗         | 美国 | 50.4 | Q, OR |
| 2    | 哈利·李           | 美国 | 未知 | Q     |
| 3    | 哈維·洛德         | 美国 | 未知 |       |
| 4    | 喬治·克萊門       | 法国 | 未知 |       |
| 5    | 沃爾特·德魯姆赫勒 | 美国 | 未知 |       |

#### 第二組
同樣地，一位美國選手輕鬆奪得本組準決賽冠軍。舒爾茨以第二名的成績晉級決賽。
| 排名 | 運動員                 | 國家   | 時間 | 備註 |
| ---- | ---------------------- | ------ | ---- | ---- |
| 1    | 威廉·莫隆尼            | 美国   | 51.0 | Q    |
| 2    | 恩斯特·舒爾茨          | 丹麦   | 未知 | Q    |
| 3    | 查爾斯-羅伯特·法伊迪德 | 法国   | 未知 |      |
| 4    | 帕爾·科帕恩            | 匈牙利 | 未知 |      |
| 5    | 英格瓦·布林            | 挪威   | 未知 |      |

#### 第三組
美國選手再次包攬本組準決賽的前三名。
| 排名 | 運動員            | 國家   | 時間 | 備註 |
| ---- | ----------------- | ------ | ---- | ---- |
| 1    | 迪克森·博德曼     | 美国   | 51.2 | Q    |
| 2    | 比爾·霍蘭         | 美国   | 未知 | Q    |
| 3    | 亨利·斯拉克       | 美国   | 未知 |      |
| 4–5  | 佐爾坦·斯佩伊德爾 | 匈牙利 | 未知 |      |
| 4–5  | 翁貝爾托·科倫博   | 意大利 | 未知 |      |

### 決賽
博德曼、李和莫隆尼因為決賽在星期日舉行而選擇退出比賽，但朗和霍蘭選擇參賽。
朗一直領先，以五碼的優勢擊敗霍蘭，舒爾茨則落後美國選手二十碼。
| 排名 | 運動員        | 國家 | 時間 | 備註 |
| ---- | ------------- | ---- | ---- | ---- |
| 金牌 | 馬克西·朗     | 美国 | 49.4 | OR   |
| 銀牌 | 比爾·霍蘭     | 美国 | 49.6 |      |
| 銅牌 | 恩斯特·舒爾茨 | 丹麦 | 51.5 |      |
| —    | 迪克森·博德曼 | 美国 | DNS  |      |
| —    | 哈利·李       | 美国 | DNS  |      |
| —    | 威廉·莫隆尼   | 美国 | DNS  |      |